# 布赫霍尔茨
布赫霍尔茨是德国石勒苏益格－荷尔斯泰因州的一个市镇。总面积14.55平方公里，总人口1086人，其中男性560人，女性526人（2011年12月31日），人口密度75人/平方公里。